# トルコ風ブルグルの冷スープ
トルコ風ブルグルの冷スープ (トルコ語: Bat)は、トルコのアマスィヤ、トカット、シヴァスの伝統料理である。これらの地域におけるトルコ料理の定番で、調理方法はメルジメク・キョフテシに似ている。

## 地域ごとの種類
- トカト・バット [1]